# A34 Comet
El A34 Comet va ser un tanc mitjà durant les últimes etapes de la Segona Guerra Mundial, i va prendre part en la Guerra de Corea.

## Disseny i producció
En les campanyes del desert, en les quals els britànics van tenir una extensiva participació, els tancs que aquests usaven eren superats pels tancs alemanys en molts aspectes. Per tant, es va fer una petició a les companyies automotors britànics Nuffield Organisation i Leyland Motors Ltd. que dissenyessin i construïssin un tanc que pogués assolir superioritat de batalla sobre els tancs alemanys de llavors. Per raons econòmiques i facilitats de producció, el nou model hauria d'usar tants components com li fos possible de la versió en ús, l'A15 Mk VI Crusader.
La resposta de Nuffield Organisation va ser el A24 Mk VII Cavalier, impulsat per un motor Nuffield-Liberty N12. Leyland va dissenyar el A27L Mk VII Centaur, impulsat a l'igual per un motor Nuffield-Liberty N12, però usaria un motor Rolls-Royce Meteor més potent quan estigués disponible.
El Mk VII Cromwell va succeir als dissenys inicials, usant també un motor Rolls-Royce. Però van aparèixer certs problemes. El tanc era molt propens que se li trenquessin les erugues si la tensió no era mantinguda correctament, o si es girava a alta velocitat o de manera molt pronunciada. També hi va haver problemes amb la suspensió, degut en part a l'alta velocitat que permetia el tanc.
Després de la batalla de Normandia el Juny de 1944, els britànics es van veure en la neccesitat de muntar una arma antitanc autoimpulsada que pogués disparar de manera més efectiva als tancs alemanys Panzer IV, Panther i Tiger.
El projecte original va ser denominat Sherman Firefly, consistia en un tanc Sherman convencional equipat amb una arma antitanc QF-17, i s'esperava que per cada tres tancs Cromwell es lliuraria un tanc Sherman Firefly, però això va ser molt dificultós a causa dels diferents requerimentos de manteniment i dificultats de logística en subministrar dos tipus diferents de tancs. Així que simplement van decidir equipar als tancs Cromwell amb els canons|gorges QF-17, naixent d'aquesta manera un altre tanc, el Mk VIII Challenger.
Amb el Comet els dissenyadors van optar per corregir els errors en el Cromwell, els problemes de les erugues i la suspensió, i van implementar un nou canó, derivat del QF-17, de calibre 76.2 mm, igual que l'arma antiaèria QF-20, però aquesta última era carregada a pressions més altes, el que no feia possible l'intercanvi entre municions entre les dues armes. Aquest nou canó va ser denominat HV, de l'anglès High Velocity, fent, ressaltar les capacitats d'alta velocitat característiques del Comet. La munició per al HV era molt més compacta i més senzilla d'emmagatzemar que la de l'artilleria antiaèria, però tenia menor velocitat de sortida que aquesta última.
A part d'implementar un nou canó, en el Comet es va augmentar el blindatge, la munició era guardada en contenidors blindats, la suspensió es va fer més fort, i la torreta es girava elèctricament per un generador impulsat pel motor principal.
La velocitat màxima del Comet era una mica menor que la del Cromwell, però d'aquesta manera no sacrificava la suspensió ni les erugues a causa de la fricció.
El Primer prototip va estar llest en Febrer de 1944 i els models van començar a ser lliurats el Setembre de 1944. Per al final de la guerra, 1200 unitats havien estat produïdes.

## Ús en Combat
L'11a Divisió Blindada Britànica va ser la primera a rebre els Comets, i va ser l'única totalment equipada amb ells per al final de la guerra. A causa de la seva tardana entrada en el conflicte, no va veure gaire acció, encara que va participar en la invasió a Alemanya i en la desfilada de la Victòria, el Juliol de 1945. La seva alta velocitat va ser bé aprofitada en les Autobahns alemanyes.
Durant la guerra de Corea el Comet va participar de manera activa amb el Centurion, un tanc per a llavors de primera generació amb un disseny en part basat en el Comet. El tanc es va mantenir en servei amb les forces armades britàniques fins a 1958, i l'excedent va ser venut a altres nacions. El 1980 encara era possible trobar tancs Comet en l'exèrcit de Sud-àfrica.
41 Comets van ser usats per les Forces de Defensa Finlandeses fins a 1970. Els tancs van ser emmagatzemats fins al 2007 quan quatre d'ells van ser subhastats.
8 Comets van ser lliurats a l'Exèrcit Irlandès, el 1959. Talls de pressupost severs van reduir la vida útil dels Comets, a causa que no es van comprar els recanvis adequats. El Comet era bastant barat, i es va presentar a l'Exèrcit Irlandès com una compra excel·lent, però no es van comprar els recanvis, cosa que va limitar el paper del Comet a un vehicle antitanc. Amb els subministraments de munició de 76,2 mm escassejant el 1969, els irlandesos es van plantejar allargar la vida útil del vehicle. Això consistia a reemplaçar la torreta amb un rifle sense retrocés Bofors PV 1110. La falta de fons va fer que es cancel·lés el projecte. L'últim tret d'un d'aquests Comets amb les seves armes de 76.2 mm va ocórrer el 1973, i els tancs van ser decomisionats poc després. Un és preservat en el Camp Curragh, en Irlanda, i dos més sobreviuen en altres barraques.

## Operadors
- Finlàndia
- Irlanda
- Sud-àfrica
- Regne Unit
- Birmània